# Gran Premi Europeu de Cant Coral
El Gran premi europeu de cant coral (anglès: European Grand Prix for Choral Singing) és una manifestació coral competitiva que es desenvolupa anualment des de 1989, sent el premi de cant coral més antic del món.
El premi va ser ideat i creat a la ciutat d'Arezzo, amb el suport de la ciutat de Tours, ambdues amb una prestigiosa tradició de concursos corals, arribant a convertir-se en un dels objectius més cobejats d'agrupacions corals amateurs de tot el mon. El premi es celebra cada any, de manera rotativa, a una de les ciutats membres europees pertanyents al comitè organitzador. Així, el 2014, la competició coral va tenir lloc a Debrecen, Hongria, el 2016, a Varna, Bulgària, i el 2017, es va celebrar al municipi basc de Tolosa.
Tot i el seu nom, es tracta d'una competició coral a nivell mundial, en la que tenen dret a participar-hi només els cors guanyadors de la competició final entre els primers premis de cada categoria de competició de sis concursos internacionals de cant coral amb seu a ciutats europees. El comitè organitzador està compost inicialment per representants de les comissions artístiques dels concursos internacionals d'Arezzo, Debrecen, Gorizia i Tours, als que es va afegir Varna en 1989 i Tolosa en 1990, L'any 2008 Gorizia va sortir de l'Associació i Maribor s'hi va incorporar.